# Biegi narciarskie na Mistrzostwach Świata Juniorów w Narciarstwie Klasycznym 2014
Biegi narciarskie na 34. Mistrzostwach Świata Juniorów odbywały się w dniach 29 stycznia - 3 lutego 2014 roku we włoskim Predazzo. Zawodnicy i zawodniczki rywalizowali łącznie w 14 konkurencjach, w dwóch kategoriach wiekowych: juniorów oraz młodzieżowców.

## Wyniki juniorów
| Pozycja | Zawodnik             | Narodowość |
| ------- | -------------------- | ---------- |
|         | Jean Tiberghien      | Francja    |
|         | Oskar Svensson       | Szwecja    |
|         | Joni Maki            | Finlandia  |
| 4.      | Lauri Vuorinen       | Finlandia  |
| 5.      | Jewgienij Wachruszew | Rosja      |
| 6.      | Kentarō Ishikawa     | Japonia    |

| Pozycja | Zawodniczka         | Narodowość |
| ------- | ------------------- | ---------- |
|         | Jonna Sundling      | Szwecja    |
|         | Lotta Udnes Weng    | Norwegia   |
|         | Julija Biełorukowa  | Rosja      |
| 4.      | Natalja Niepriajewa | Rosja      |
| 5.      | Nadine Fähndrich    | Szwajcaria |
| 6.      | Anna Dyvik          | Szwecja    |

| Pozycja | Zawodnik         | Narodowość | Czas        |
| ------- | ---------------- | ---------- | ----------- |
|         | Roman Kajgorodow | Rosja      | 26:36,9 min |
|         | Jens Burman      | Szwecja    | +5,5 s      |
|         | Petter Reistad   | Norwegia   | +5,9 s      |
| 4.      | Jules Lapierre   | Francja    | +12,9 s     |
| 5.      | Simon Lageson    | Szwecja    | +13,5 s     |
| 6.      | Marcus Ruus      | Szwecja    | +16,9 s     |

| Pozycja | Zawodniczka         | Narodowość | Czas        |
| ------- | ------------------- | ---------- | ----------- |
|         | Natalja Niepriajewa | Rosja      | 14:05,0 min |
|         | Sofia Henriksson    | Szwecja    | +2,7 s      |
|         | Anastasija Siedowa  | Rosja      | 13,6 s      |
| 4.      | Alisa Żambałowa     | Rosja      | +16,4 s     |
| 5.      | Julia Belger        | Niemcy     | +24,2 s     |
| 6.      | Julija Biełorukowa  | Rosja      | +27,4 s     |

| Pozycja | Zawodnik              | Narodowość | Czas        |
| ------- | --------------------- | ---------- | ----------- |
|         | Eirik Sverdrup Augdal | Norwegia   | 56:09,6 min |
|         | Aleksiej Czerwotkin   | Rosja      | +10,0 s     |
|         | Johan Hoel            | Norwegia   | +11,3 s     |
| 4.      | Ołżas Klimin          | Kazachstan | +20,4 s     |
| 5.      | Petr Knop             | Czechy     | +33,5 s     |
| 6.      | Oskar Svensson        | Szwecja    | +38,0 s     |

| Pozycja | Zawodniczka         | Narodowość | Czas        |
| ------- | ------------------- | ---------- | ----------- |
|         | Sarah Schaber       | Niemcy     | 30:45,8 min |
|         | Alisa Żambałowa     | Rosja      | +2,1 s      |
|         | Anna Dyvik          | Szwecja    | +3,0 s      |
| 4.      | Natalja Niepriajewa | Rosja      | +3,4 s      |
| 5.      | Anastasija Siedowa  | Rosja      | +3,9 s      |
| 6.      | Julija Biełorukowa  | Rosja      | +6,7 s      |

| Pozycja | Państwo    | Zawodnicy                                                                   | Czas    |
| ------- | ---------- | --------------------------------------------------------------------------- | ------- |
|         | Norwegia   | Eivind Krane Heimdal Petter Reistad Johan Hoel Eirik Sverdrup Augdal        | 53:36,6 |
|         | Francja    | Richard Jouve Valentin Chauvin Jules Lapierre Jean Tiberghien               | +1,0    |
|         | Rosja      | Aleksandr Bakanow Roman Kajgorodow Jewgienij Wachruszew Aleksiej Czerwotkin | +1,1    |
| 4.      | Szwecja    | Simon Lageson Jens Burman Marcus Ruus Oskar Svensson                        | +1:18,2 |
| 5.      | Finlandia  | Lauri Vuorinen Joonas Sarkkinen Markus Hietanen Joni Maki                   | +1:50,0 |
| 6.      | Szwajcaria | Beda Klee Jason Rüesch Cédric Steiner Marino Capelli                        | +1:50,2 |

| Pozycja | Państwo    | Zawodniczki                                                               | Czas    |
| ------- | ---------- | ------------------------------------------------------------------------- | ------- |
|         | Szwecja    | Anna Dyvik Sofia Henriksson Maja Dahlqvist Jonna Sundling                 | 39:54,8 |
|         | Rosja      | Alisa Żambałowa Julija Biełorukowa Anastasija Siedowa Natalja Niepriajewa | +7,7    |
|         | Norwegia   | Lovise Heimdal Ingeranne Strøm Nakstad Tiril Udnes Weng Lotta Udnes Weng  | +26,8   |
| 4.      | Niemcy     | Katharina Hennig Katherine Sauerbrey Julia Belger Sarah Schaber           | +59,4   |
| 5.      | Szwajcaria | Alina Meier Lydia Hiernickel Stefanie Arnold Nadine Fähndrich             | +1:31,6 |
| 6.      | Finlandia  | Nea Katajala Elsa Airaksinen Katri Lylynperä Jasmi Joensuu                | +1:34,6 |

## Wyniki młodzieżowców U23
| Pozycja | Zawodnik              | Narodowość |
| ------- | --------------------- | ---------- |
|         | Siergiej Ustiugow     | Rosja      |
|         | Paul Goalabre         | Francja    |
|         | Roman Schaad          | Szwajcaria |
| 4.      | Maicol Rastelli       | Włochy     |
| 5.      | Gleb Rietiwych        | Rosja      |
| 6.      | Sondre Turvoll Fossli | Norwegia   |

| Pozycja | Zawodniczka       | Narodowość        |
| ------- | ----------------- | ----------------- |
|         | Elisabeth Schicho | Niemcy            |
|         | Jessica Diggins   | Stany Zjednoczone |
|         | Giulia Stürz      | Włochy            |
| 4.      | Francesca Baudin  | Włochy            |
| 5.      | Marika Sundin     | Szwecja           |
| 6.      | Nika Razinger     | Słowenia          |

| Pozycja | Zawodnik                | Narodowość | Czas    |
| ------- | ----------------------- | ---------- | ------- |
|         | Iivo Niskanen           | Finlandia  | 38:26,6 |
|         | Siergiej Ustiugow       | Rosja      | +17,4   |
|         | Mathias Rundgreen       | Norwegia   | +27,7   |
| 4.      | Jermił Wokujew          | Rosja      | +40,9   |
| 5.      | Maicol Rastelli         | Włochy     | +57,5   |
| 6.      | Martin Løwstrøm Nyenget | Norwegia   | +1:11,4 |

| Pozycja | Zawodniczka       | Narodowość | Czas    |
| ------- | ----------------- | ---------- | ------- |
|         | Martine Ek Hagen  | Norwegia   | 29:18,4 |
|         | Célia Aymonier    | Francja    | +15,4   |
|         | Elisabeth Schicho | Niemcy     | +30,3   |
| 4.      | Ragnhild Haga     | Norwegia   | +37,1   |
| 5.      | Laura Gimmler     | Niemcy     | +47,4   |
| 6.      | Francesca Baudin  | Włochy     | +55,1   |

| Pozycja | Zawodnik                | Narodowość | Czas        |
| ------- | ----------------------- | ---------- | ----------- |
|         | Adrien Backscheider     | Francja    | 1:24:27,9 h |
|         | Damien Tarantola        | Francja    | +0,1 s      |
|         | Daniel Stock            | Norwegia   | +6,4 s      |
| 4.      | Mathias Rundgreen       | Norwegia   | +18,6 s     |
| 5.      | Sindre Bjørnestad Skar  | Norwegia   | +23,3 s     |
| 6.      | Martin Løwstrøm Nyenget | Norwegia   | +24,6 s     |

| Pozycja | Zawodniczka      | Narodowość | Czas        |
| ------- | ---------------- | ---------- | ----------- |
|         | Martine Ek Hagen | Norwegia   | 44:37,5 min |
|         | Ragnhild Haga    | Norwegia   | +22,4 s     |
|         | Teresa Stadlober | Austria    | +42,2 s     |
| 4.      | Debora Agreiter  | Włochy     | +55,3 s     |
| 5.      | Giulia Stürz     | Włochy     | +1:01,7 min |
| 6.      | Francesca Baudin | Włochy     | +1:01,9 min |

## Wyniki Polaków

### U-23

#### Kobiety
| Zawodniczka         | Sprint | 10 km | 2x7,5 |
| ------------------- | ------ | ----- | ----- |
| Ewelina Marcisz     | 30     | 35    | 27    |
| Magdalena Kozielska | -      | 37    | 29    |
| Marzena Maculewicz  | -      | 41    | 40    |

#### Mężczyźni
| Zawodnik               | Sprint | 15 km | 2x15 |
| ---------------------- | ------ | ----- | ---- |
| Mariusz Dziadkowiec-M. | 62     | 63    | DNF  |
| Paweł Klisz            | 56     | 33    | 39   |
| Mateusz Ligocki        | 54     | 58    | DNF  |
| Konrad Motor           | 22     | 20    | LPD  |

### Juniorzy

#### Kobiety
| Zawodniczka       | Sprint | 5 km | 2x5 | Sztafeta |
| ----------------- | ------ | ---- | --- | -------- |
| Dominika Bielecka | 46     | 59   | 55  | -        |
| Urszula Łętocha   | 49     | 48   | 49  | -        |
| Karolina Trzaska  | 47     | 64   | 51  | -        |

#### Mężczyźni
| Zawodnik           | Sprint | 10 km | 2x10 | Sztafeta |
| ------------------ | ------ | ----- | ---- | -------- |
| Dominik Bury       | 74     | -     | 39   | 17       |
| Tomasz Garbień     | 70     | 50    | 54   | 17       |
| Bartłomiej Rucki   | 73     | 76    | -    | -        |
| Andrzej Pradziad   | 56     | 69    | 65   | 17       |
| Wojciech Suchwałko | -      | 55    | 52   | 17       |

## Klasyfikacja medalowa
| Miejsce | Państwo           |   |   |   | złoto · srebro · brąz |
| ------- | ----------------- | - | - | - | --------------------- |
| 1.      | Norwegia          | 4 | 2 | 5 | 11                    |
| 2.      | Rosja             | 3 | 4 | 3 | 10                    |
| 3.      | Francja           | 2 | 4 | 0 | 6                     |
| 4.      | Szwecja           | 2 | 3 | 1 | 6                     |
| 5.      | Niemcy            | 2 | 0 | 1 | 3                     |
| 6.      | Finlandia         | 1 | 0 | 1 | 2                     |
| 7.      | Stany Zjednoczone | 0 | 1 | 0 | 1                     |
| 8.      | Austria           | 0 | 0 | 1 | 1                     |
|         | Szwajcaria        | 0 | 0 | 1 | 1                     |
|         | Włochy            | 0 | 0 | 1 | 1                     |